# Rocher Rénod
Le rocher Rénod est un sommet situé en France dans le massif de la Vanoise, dans le département de la Savoie en région Auvergne-Rhône-Alpes.

## Toponymie
Selon Adolphe Gros, le toponyme « rocher Rénod » se retrouve sous la forme « In cima Reynout [en] 1317, [associé à un] albergement des forêts aux communiers d'Orelle. » « Rénod » est une « variante de Renaud, du germanique Rainaldus. »

## Géographie

### Situation
Le rocher Rénod est situé au sud-ouest de la pointe Rénod, entre les communes d'Orelle et de Saint-André en Savoie. Son extrémité méridionale, à 2 872 m d'altitude, surplombe la chapelle Notre-Dame-des-Anges d'Orelle tandis qu'une brèche à 2 987 m le sépare de la pointe Rénod.
L'ouest du sommet est traversé par la télécabine d'Orelle.

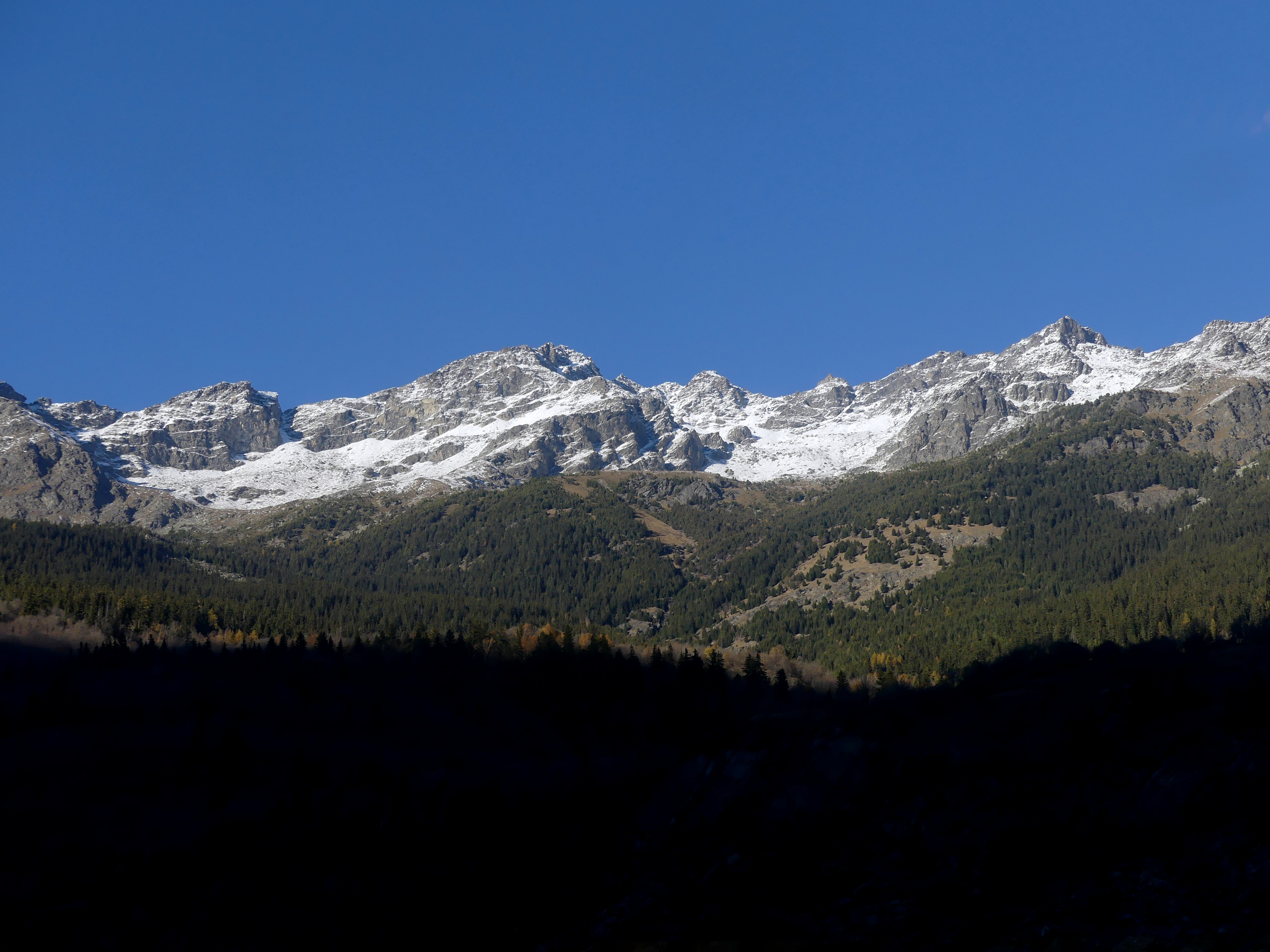
Faces est des rocher Rénod (à gauche) et pointe Rénod (à droite).
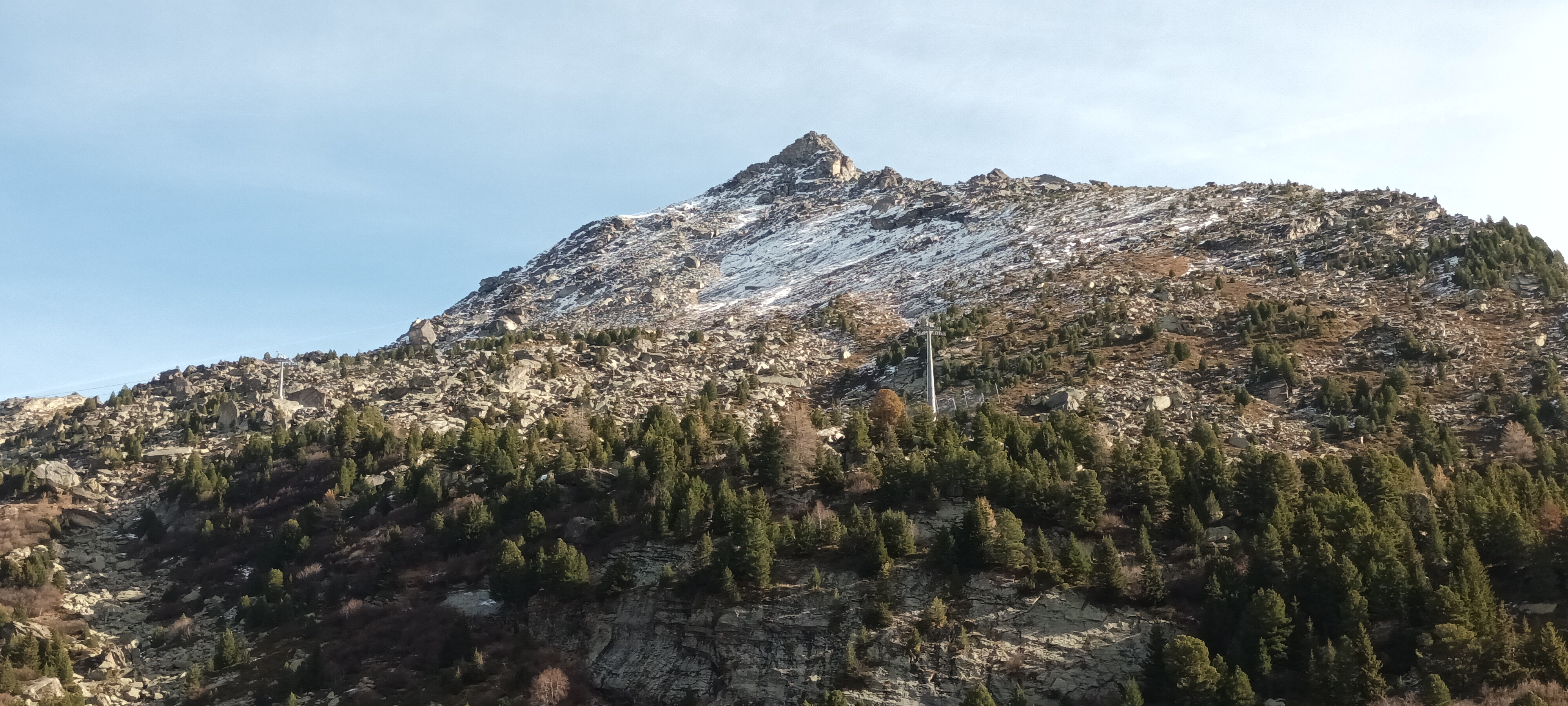
Extrémité méridionale du rocher Rénod.
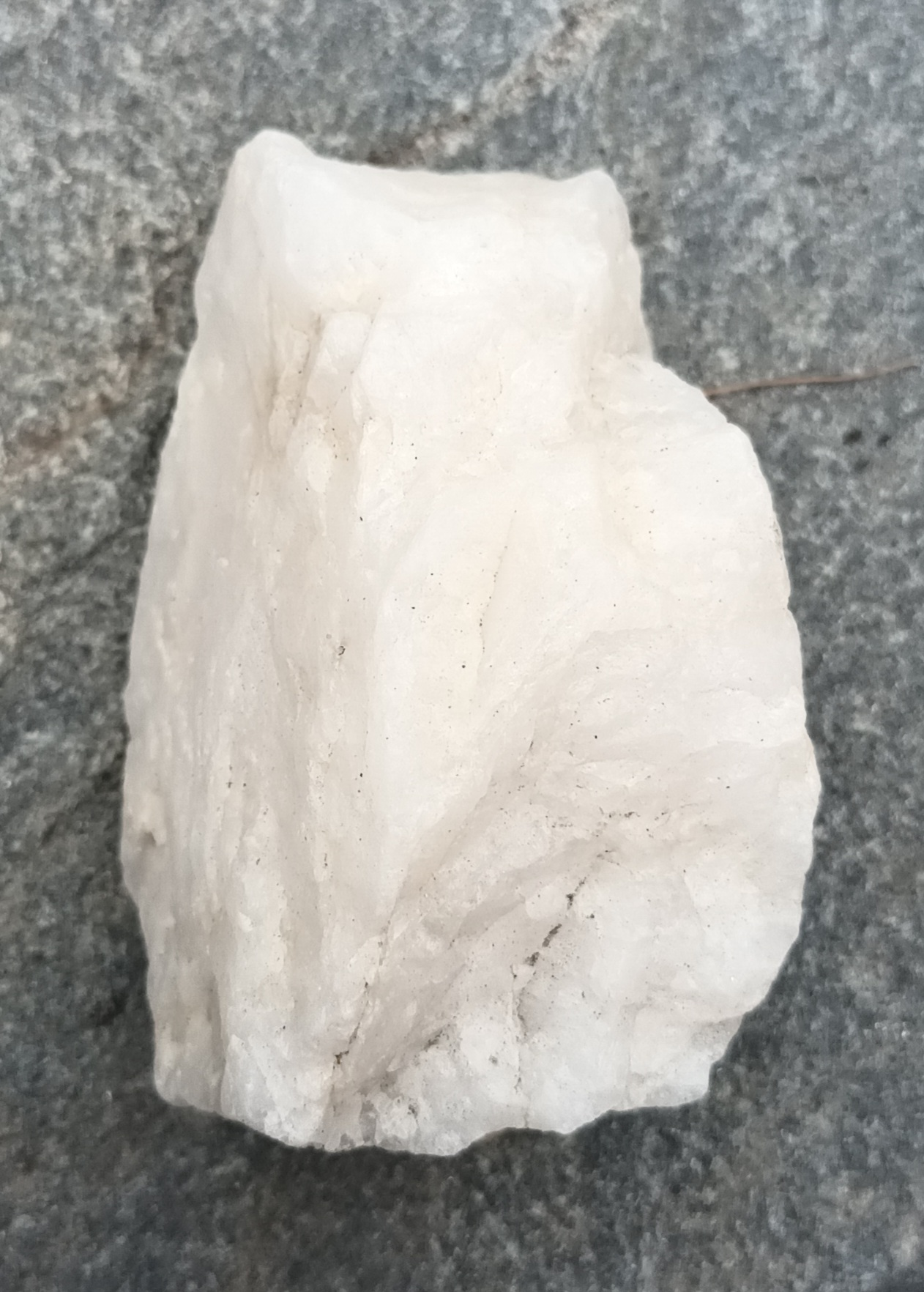
Marbre retrouvé sur la face sud-ouest du sommet.

### Géologie
Ce sommet est constitué de conglomérats, de grès et de schistes, avec des zones charbonneuses (particulièrement sous forme d'anthracite), datant d'entre le Namurien et le Westphalien. Il est entouré d'éboulis.

## Accès
Depuis Orelle, la piste de l'Arcelin ou encore la télécabine d'Orelle amènent à Plan Bouchet, lieu-dit à partir duquel il est possible de gravir la face ouest du sommet et rejoindre le rocher Rénod.

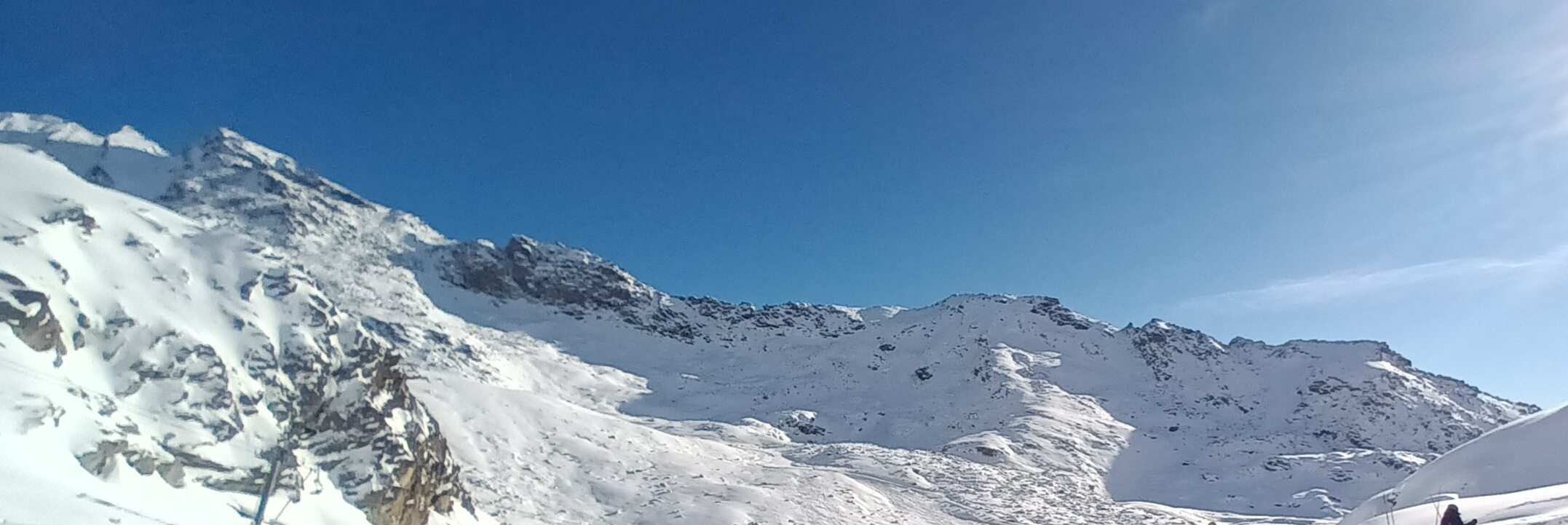
Vue intégrale du rocher Rénod depuis la piste de ski de la « croix d'Antide » à Orelle.
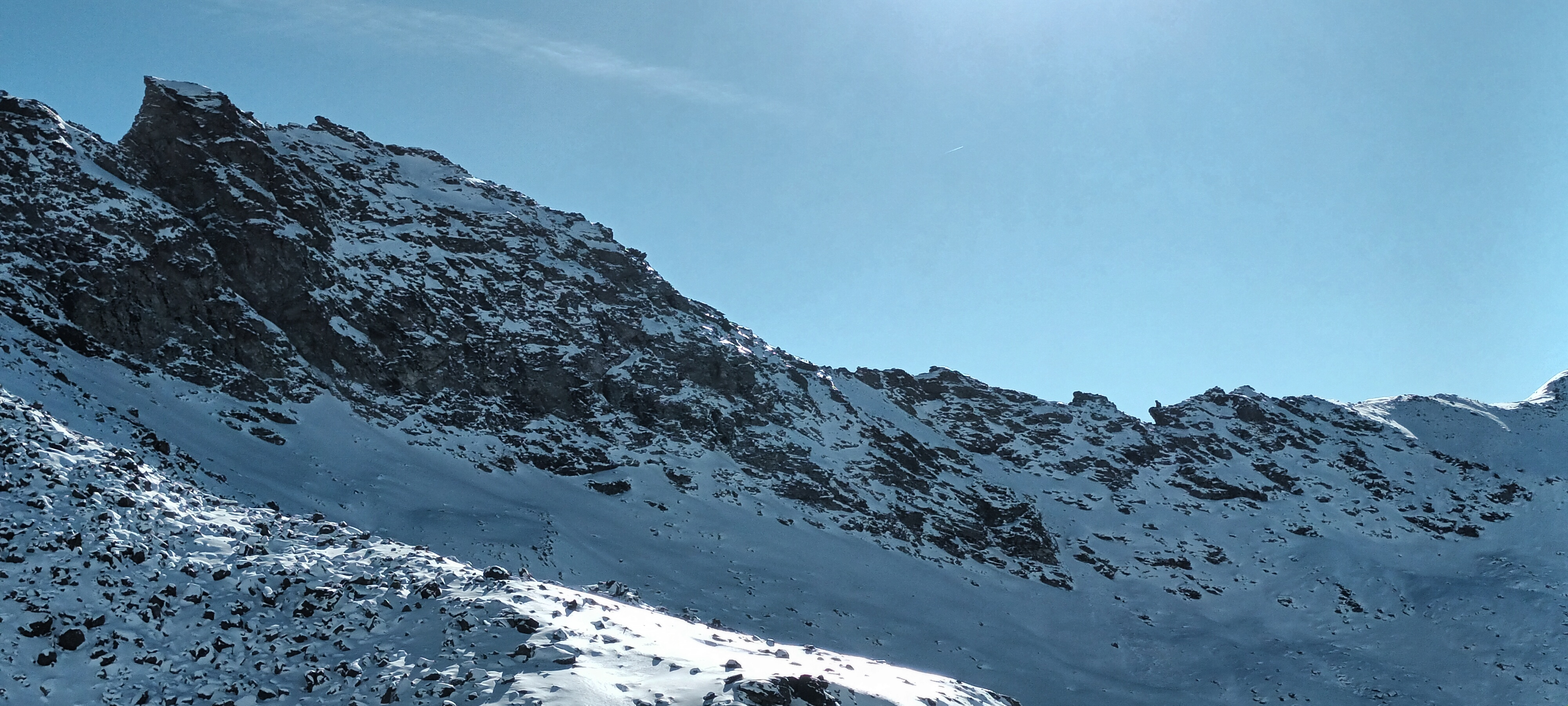
Vue de la pointe nord du sommet et de ses crêtes ouest.
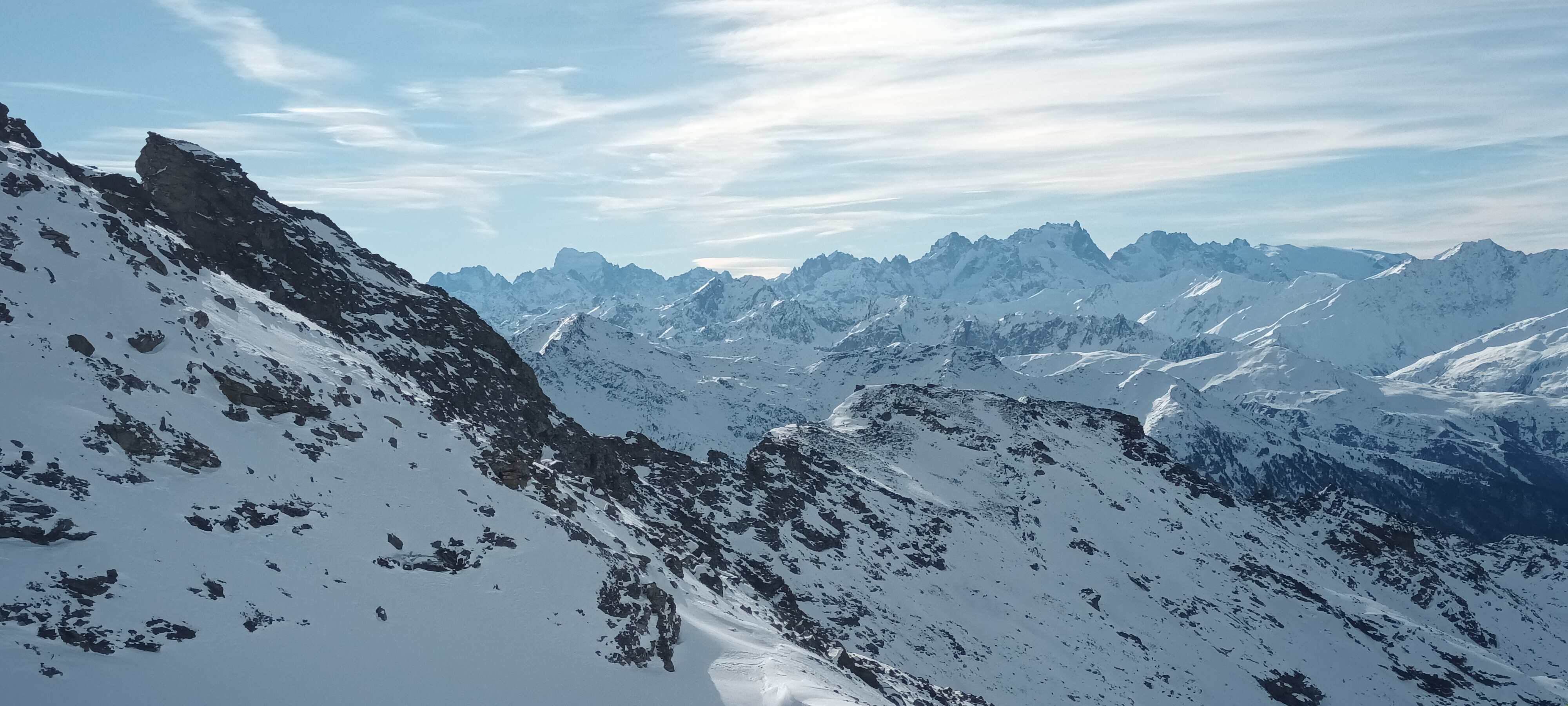
Vue des pointes du rocher Rénod au premier plan.